# Irmengard van Susa
Irmengard van Susa (ca. 1020 - 19 januari 1078) was een dochter van Manfred II Olderik van Turijn, de markgraaf van Turijn en een van de rijkste en machtigste edelen in het noorden van Italië, en Bertha van Este. Een van haar zusters was Adelheid van Susa.
Zij was twee keer getrouwd eerst met Otto III van Zwaben en na diens dood met Egbert I van Meißen
Uit haar eerste huwelijk in 1036 kwamen de volgende kinderen voort: 
- Judith (ovl. 1 maart 1104). Gehuwd met Koenraad I van Beieren, trouwde in 1056 met Botho van Bothenstein.
- Beatrix (ovl. Wadderoth, 17 Jun 1102), erfdochter van Schweinfurt, gehuwd met Hendrik van Hildrizhausen (ovl. 1078). Hendrik volgde zijn schoonvader op als markgraaf van de Beierse Nordgau. Ouders van:
  - Eberhard (ovl. 1112), 1099 bisschop van Eichstätt (stad)
  - Beatrix, in haar eerste huwelijk getrouwd met Godfried van Cappenberg (o.a. ouders van Otto van Cappenberg), na het sneuvelen van Godfried in 1106 hertrouwd met Hendrik van Rietberg.
- Gisela, mogelijk in een eerste huwelijk getrouwd met Arnold IV van Andechs, daarna gehuwd met Wichman van Seeburg
- Alberada Bertha (ovl. 11 januari, mogelijk 1103), gehuwd met Herman II van Kastl, markgraaf van Banz, en daarna met diens broer Frederik
- Elika (ovl. 5 juli), abdis van de abdij Niedermünster
- mogelijk Sophia, die getrouwd zou zijn met Berthold II van Andechs. Omdat deze Berthold de zoon is van Arnold die mogelijk met Gisela zou zijn getrouwd, sluiten deze huwelijken elkaar uit wegens bloedverwantschap. Een van beide huwelijken heeft dus niet plaatsgevonden.

Na de dood van haar eerste echtgenoot hertrouwde Irmengard in 1058 met Egbert I van Meißen en kreeg met hem twee kinderen: 
- Egbert II van Meißen en
- Gertrudis van Brunswijk.

Na Egberts overlijden in 1068 keerde ze terug naar Italië.